# Otto Knödler
Otto Knödler (* 1887 in Calw; † 1960 in Schorndorf) war ein deutscher Kunstmaler.

## Leben und Werk
Otto Knödler entstammte der Schorndorfer Zigarrenfabrikanten-Dynastie Knödler & Peppler.
Knödler studierte Architektur an der Universität Tübingen und war bereits während dieser Zeit künstlerisch tätig. Im Ersten Weltkrieg wurde er als Soldat in Frankreich eingesetzt, wobei er auch diese Erlebnisse in Tusche- und Kreidezeichnungen festhielt.
Knödler malte Stillleben, Landschaftsansichten, besonders aus seiner Heimatregion, und zahlreiche Ansichten mit Schorndorf-Motiven, aber auch mit Motiven der Esslinger Altstadt und anderen Städten und Gebäuden in Baden-Württemberg. Seine Werke sind dem impressionistischen Stil zuzuordnen und befinden sich heute vor allem in Privatbesitz sowie im Stadtmuseum Schorndorf.
2009 widmete ihm seine Heimatstadt Schorndorf eine Ausstellung. Seine Zeichnungen aus dem Ersten Weltkrieg waren 2014 Teil der Ausstellung Kriegerisches vom Dachboden des Stadtmuseums Schorndorf.